# Dolmen du Pré d’Air

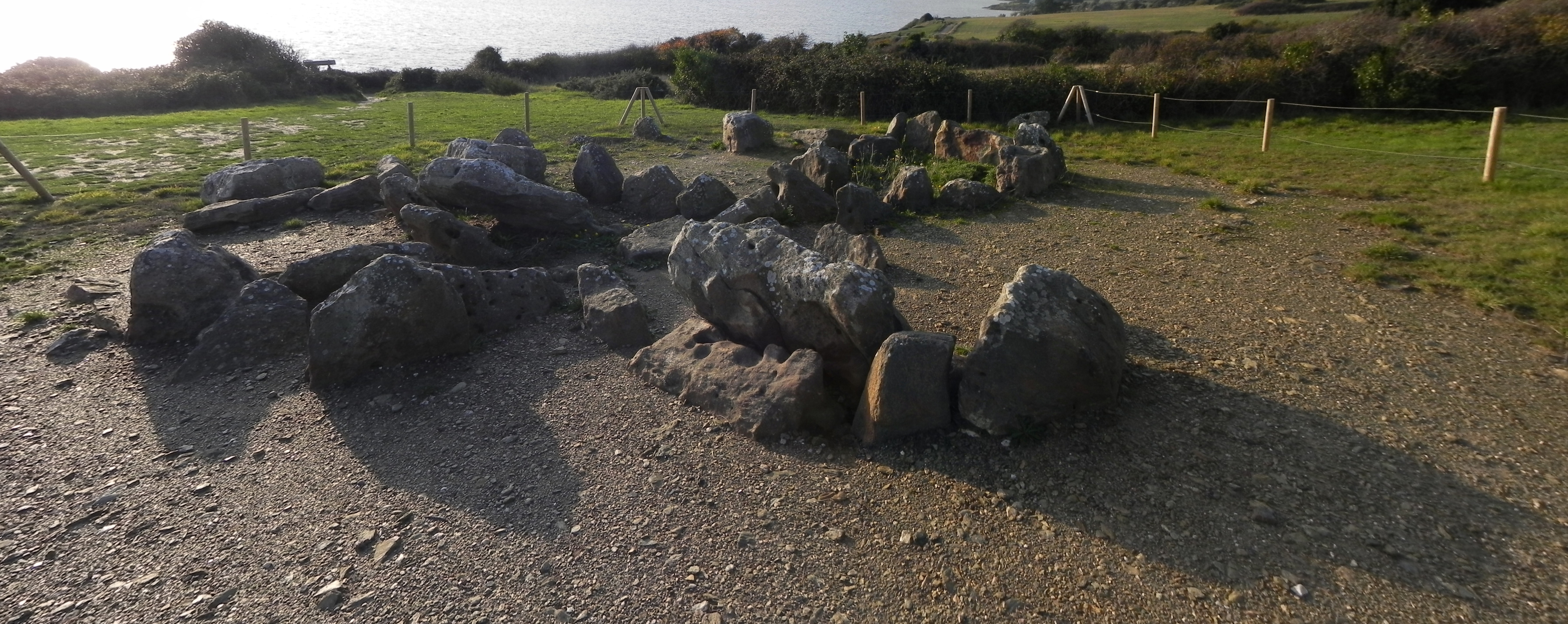
Dolmen du Pré d’Air – im Vordergrund die Kopfnische

Der Dolmen du Pré d’Air (auch Prédaire oder La Pierre Creusée genannt) befindet sich in einem Feld in der Nähe der Küste, in der Nähe der Dolmen de la Joselière und die Allee couverte de la Boutinardière, südlich von Pornic im Département Loire-Atlantique in Frankreich. Dolmen ist in Frankreich der Oberbegriff für Megalithanlagen aller Art (siehe: Französische Nomenklatur).
Der kreuzförmige Dolmen hat architektonisch Ähnlichkeit mit dem Tumulus von Mousseaux und dem Dolmen von Riholo in Herbignac.

## Tourismus
Über Saint-Nazaire bzw. Pornic verläuft die Route Bleue (deutsch „Blaue Route“), an der elf bedeutende prähistorische Megalithmonumente liegen. Darunter befindet sich der Tumulus von Dissignac (No. 1) nahe der Stadt. Unter den Dolmen der Croix de Sandun (3), der Kerbourg (4), der du Riholo (5), der des Rossignols (6), der Tumulus von Mousseaux westlich von Pornic (9), der la Joselière (10) und der Dolmen du Pré d’Air (11) sind die Nr. 9–11 an der Pays de Rets besonders bekannt. Dazu kommen drei Menhire: der Menhir von Bissin (No. 2), der 2,1 m hohe Pierre de Couche (7) und der etwa 2,7 m hohe Menhir de la Pierre Attelée (8), der seit 1992 als historisches Denkmal klassifiziert ist.